# Ernie Henry

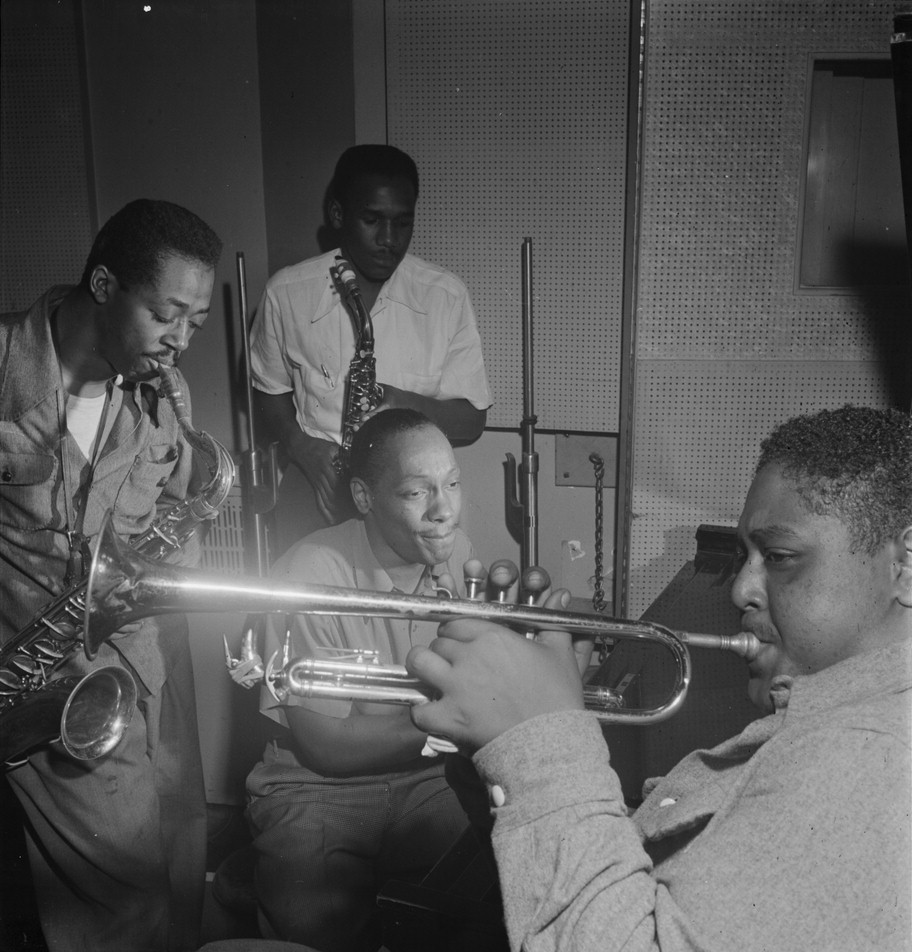
Fats Navarro, Charlie Rouse, Ernie Henry und Tadd Dameron. Foto: William P. Gottlieb.

Ernie Henry (* 3. September 1926 in Brooklyn, New York City; † 29. Dezember 1957 in New York) war ein US-amerikanischer Altsaxophonist.

## Leben und Wirken
Ernie Henry spielte zu Beginn seiner Karriere zirka 1947 bei Tadd Dameron, 1948/49 bei Dizzy Gillespie und von 1950 bis 1951 bei Illinois Jacquet. Nachdem er sich für einige Jahre von der Jazzszene zurückgezogen hatte, arbeitete Henry dann 1956 mit Thelonious Monk auf dessen Brilliant Corners-Session und 1957 wieder mit Gillespie zusammen.
Sein von Charlie Parker beeinflusstes Spiel ist zu hören auf Schallplatten von Tadd Dameron, Kenny Dorham, Gillespie, Matthew Gee, Howard McGhee und Fats Navarro, Monk und James Moody. Außerdem nahm er 1956/57 drei Alben unter eigenem Namen auf, bei denen Kenny Dorham, Kenny Drew, Wynton Kelly, Wilbur Ware, Art Taylor und Philly Joe Jones mitwirkten.

## Ausgewählte Diskografie
- Presenting Ernie Henry (OJC, 1956)
- Seven Standards and a Blues (OJC, 1957)
- Last Chorus (OJC, 1956–57) mit Lee Morgan, Benny Golson, Cecil Payne, Melba Liston, Thelonious Monk, Oscar Pettiford, Paul Chambers, Max Roach